# یوری بارسقوف
یوری بارسقوف (ارمنی: Յուրի Բարսեղով؛ ۷ مارس ۱۹۲۵ – ۶ اوت ۲۰۰۸) کارشناس حقوق بین‌الملل (جی دی)، استاد دانشگاه، عضو کمیسیون حقوق بین‌الملل سازمان ملل متحد، دستیار ویژه معاون دبیرکل در دبیرخانه سازمان ملل متحد (از سال ۱۹۷۱)، رئیس انستیتو حقوق بین‌الملل و علوم سیاسی ارمنستان و عضو خارجی فرهنگستان ملی علوم ارمنستانبود. وی در گورستان ترویکوروفسکوی به خاک سپرده شد.

## جوایز
وی همچنین برندهٔ جوایزی همچون مدال دفاع از قفقاز و مدال به خاطر پیروزی مقابل آلمان در جنگ بزرگ میهنی (۱۹۴۵–۱۹۴۱) شده‌است.

## تالیفات
- مجموعه اسناد تحت عنوان "The Armenian Genocide: Turkish responsibility and obligations of the international community. Documents and Comments" (در سه جلد چاپ ۲۰۰۵)